# Санта-Криштина-де-Фигейро
Санта-Криштина-де-Фигейро (порт. Santa Cristina de Figueiró)  —  район (фрегезия) в Португалии,  входит в округ Порту. Является составной частью муниципалитета  Амаранте. По старому административному делению входил в провинцию Дору-Литорал. Входит в экономико-статистический  субрегион Тамега, который входит в Северный регион. Население составляет 1532 человека на 2001 год. Занимает площадь 4,02 км².